# 和田一樹
和田 一樹（わだ かずき、1981年1月9日 - ）は、日本の指揮者。

## 人物・来歴
東京都中野区出身。 京華中学高等学校、尚美学園大学作曲コースを経て、東京音楽大学音楽学部音楽学科指揮科卒業。
2009年、オーケストラ・アンサンブル金沢主催第1回井上道義指揮講習会にて優秀賞受賞、2011年ブラジルロンドリーナ音楽祭優秀賞を受賞。2015年、ルーマニアで開催された第6回ブカレスト国際指揮者コンクールにて準優勝、2017年にはヤシ・モルドヴァ・フィルハーモニー管弦楽団を指揮し、ヨーロッパデビューを果たす。
国内外のオーケストラを数多く指揮。
メディアでの活躍も多く、フジテレビ系ドラマ『のだめカンタービレ』で指揮指導を行い、のだめオーケストラでもオーケストラを指揮した。

## 音楽監修
- のだめカンタービレ（フジテレビ）
- マエストロ!（2015年1月31日、松竹 / アスミック・エース）
- くちびるに歌を（2015年2月28日）
- モヒカン故郷に帰る（2016年4月9日、東京テアトル、指揮者役として出演）
- リバーサルオーケストラ（日本テレビ）

## メディア出演
- 森田一義アワー 笑っていいとも!（フジテレビ）
- マンマ！ミュージカ（フジテレビ）
- (株)世界衝撃映像社（フジテレビ）
- 答えはきっと世界にある！（フジテレビ）
- ニノさん（日本テレビ）

## 共演歴[1]
- 東京都交響楽団
- 新日本フィルハーモニー交響楽団
- 東京フィルハーモニー交響楽団
- 日本フィルハーモニー交響楽団
- 東京交響楽団
- 群馬交響楽団
- 東京佼成ウインドオーケストラ
- 東京吹奏楽団
- 神奈川フィルハーモニー管弦楽団
- 仙台フィルハーモニー管弦楽団
- 名古屋フィルハーモニー交響楽団
- セントラル愛知交響楽団
- 愛知室内オーケストラ
- 京都市交響楽団
- 大阪フィルハーモニー交響楽団
- パシフィックフィルハーモニア東京
- 東京ユニバーサルフィルハーモニー管弦楽団
- 九州交響楽団
- 広島交響楽団
- オーケストラ・アンサンブル金沢
- オオサカ・シオン・ウインド・オーケストラ
- 富士山静岡交響楽団
- VIVID BRASS TOKYO
- 横浜シンフォニエッタ
- 東京混声合唱団
- ロンドリーナフェスティバルオーケストラ
- ジョルジェ・エネスク・フィルハーモニー管弦楽団
- ヤシ・モルドヴァ・フィルハーモニー管弦楽団